# Chích bụng hung
Chích bụng hung hay chích họng vàng (danh pháp hai phần: Phylloscopus subaffinis) là một loài chích lá thuộc chi Chích lá, họ Chích lá. Loài này phân bố ở.